# さや香
さや香（さやか）は、吉本興業（東京本社）所属のお笑いコンビ。2014年結成。NSC大阪校34期生。歌ネタ王決定戦2020王者、M-1グランプリ2022準優勝。

## メンバー
石井（いしい、1988年5月28日 - ）（37歳）
ボケ（2021年夏まではツッコミ、現在もネタによってはツッコミ）担当。
立ち位置は右
大阪府大阪市旭区出身。
本名、石井 誠一（いしい せいいち）。身長168 cm、体重65 kg。足のサイズは24.5cm。血液型B型。既婚。
学生時代はバスケ部やダンスサークルに所属していた。
年の離れた2人の姉がいる。
好きな食べ物はトウモロコシ。
新山（にいやま、1991年10月17日 - ）（33歳）
ツッコミ（2021年夏まではボケ、現在もネタによってはボケ）・ネタ作り担当。
立ち位置は左
大阪府大阪市平野区出身、大阪府立高津高等学校・大阪教育大学卒業。
本名、新山 士彦（にいやま のりひこ）。身長178.8 cm。血液型B型。既婚。恋愛マスター。
妹がいる。
好きな食べ物は蕎麦。カラオケが好きでECHOESの「ZOO」をよく歌う。趣味は将棋（将棋ウォーズ1級）。
同期や先輩から「にーやん」と呼ばれている。
座右の銘は｢強い気持ち｣。

## 来歴
NSC時代、お互い別のコンビで活動していたが、ツッコミだった新山のコンビが解散後、当時のコンビでボケ担当だった石井に「ツッコミになって組まへん？」と誘い結成に至った。
2017年、第38回今宮子供えびすマンザイ新人コンクールで優勝、『新しい波24』（フジテレビ）メンバーに選ばれる。同年のM-1グランプリ2017では、決勝進出を果たし7位となった。
2022年、ボケとツッコミを入れ替えてからは初めてM-1グランプリ決勝進出を果たし、ファーストラウンド667点で1位通過も、最終決戦でウエストランドに敗れ準優勝。
2024年3月31日に所属していたよしもと漫才劇場を卒業し、同年4月より活動拠点を東京に移した。

## エピソード

### コンビ
- 結成以前に新山は相方を3回、石井は1回変えている。
- コンビを組むため声をかけたのは新山から。以前の相方と解散した新山がボケへの転向を決めてツッコミを探していた時にボケている石井を見て「ツッコミもできそう」だと思い、ツッコミへの転向を考えていた石井が快諾した[4]。
- 現在のコンビ名は橋本拓也（元・スーパーノヴァ）が名付けた。「さや香」にした理由は、ひらがなと漢字1文字による女の子の名前のコンビ名は見たことがなかったから。一時期はコンビ名について“新山の初恋の人”と答えていたが、答えるうちに周りに引かれることが多くなったことや、出囃子が偶然にも恋愛を引きずる内容の歌詞だったため「意味深や」と述べる人が出てきたことなどを受け、止めたという経緯がある[4]。「さや香」という響きが気に入り、何となく付けたとも語っている。他のコンビ名の候補に「りんごのうた（リンゴの唄）」などがあった[6]。

### 石井
- 運動神経の良さに定評があり、特技はダンス。AKB48『ヘビーローテーション』のダンスを「ミラクルショッピング 〜ドン・キホーテのテーマ〜」に乗せたり、マイケル・ジャクソン『スリラー』のダンスを『Fit's（フィッツ）』の CMのテーマに乗せて踊る、「このダンス、この曲の方がしっくりくるでSHOW」という芸を持っている[7]。2020年にはこの芸を活かしたネタで『歌ネタ王決定戦』（毎日放送）優勝を果たした。また、ダンスを活かしたギャグも豊富。
- チュートリアルに憧れ、学生時代は学校の保護者会などで漫才を披露することもあった。大学に進学し、公務員になるための勉強をしていたがいざ就職先を決める段階で、「やっぱりお笑いが好きや」と自分の気持ちを確信したため大学卒業後はNSCへ入学。さや香結成前に組んでいた「ハナガタ」ではボケを担当し、特技のダンスを活かした独特のツカミをやっていた。
- ちくわ笛が吹ける[8]。
- 2020年7月9日、一般人女性との結婚をTwitter上で発表した[9][10][11]。
- 2022年2月23日、第一子が誕生した[12]。

### 新山
- 父の親友の姉の夫が『つくってあそぼ』（NHK Eテレ）に出演していたワクワクさん。
- 『ダウンタウンDX』（日本テレビ）を見て松本人志（ダウンタウン）が好きになり、書道の授業で「松本人志」と書いて黒板の上へ貼ったりするほどだった[4]。
- 高校時代には文化祭で漫才を演じたこともある[4]。
- 芸人になる前は教師を目指し、大阪教育大学へ進学するも志望校ではなかったこともありやる気がなくなってしまい、2年時には芸人を志した[4]。
- 同期の﨑山祐（現・ファイヤーサンダー）とコンビ「オリオン」を組んでいたことがある[13]。またオリオンの前は、あそ（元・リルガーデン）と「パリ」というコンビを組んでいた。同期のこじまラテ（元なにわスワンキーズ）はパリについて「スタイリッシュなビジュアルの2人が繰り出す完成度の高いネタには定評があった」とTwitter内で発言している。あそによると新山は同期から非常に高く評価されており、多くの同期からコンビを組むことを望まれていたという。
- 事務所の先輩である後藤淳平（ジャルジャル）と顔が似ている。そのことから『新しい波24』のナンパ企画でジャルジャル後藤の弟だと嘘をついた。また、2020年9月30日には、新山と後藤によるトークライブ『祇園笑者』がよしもと祇園花月で行われた[14]。またシティホテル3号室の押田にも顔が似ている。
- 2017年頃は、5人の芸人と同居しており、もし、M-1グランプリで優勝できたら引っ越ししたいと語っていた[15]。
- 2021年に結婚、第一子が誕生した[16]。
- かつてはメガネを掛けていなかったが、2023年のM-1グランプリに出演して以降、メガネを掛けるようになった。視力が両目で0.6の為、カンペが見えづらく感じ、メガネが必要だと思ったという。[17]これを機にテレビ番組に出演する際は常時、メガネを掛けて出演するようになった。

### M-1グランプリ
2017年
結成3年で早くも決勝進出を果たす。新山は1990年代生まれで初の決勝進出者となった。
7番目に登場し、うたのおにいさんを題材にしたネタを披露したが、暫定4位で敗退。

2022年
前回の決勝進出からボケとツッコミを入れ替え、5年ぶりの返り咲き。
ファーストラウンドでは5番目に登場し、運転免許証の返納をテーマにしたネタを披露。審査員7人中6人から95点以上の評点を獲得し、667点で1位通過を果たす。97点を付けた礼二（中川家）は「ボケとツッコミを色々変えたりとか、この5年間の間。それがスゴいハマってて、ホンマに普通に漫才、すばらしい漫才やと思いました。掛け合いというか」、同じく97点を付けた富澤たけし（サンドウィッチマン）は「前半は二人とも言ってること合ってるなっていう気がしたんですけど、後半二人とも言ってることが違うという。すごい展開の仕方で、王道でここまで爆発したらもう、すごいな完璧だなって思いました」とコメントした。
最終決戦では今大会の大トリとなる3番目に登場し、男女の友情を題材にしたネタを披露したが、ツカミで新山が台詞を噛んでしまった。審査員の博多大吉（博多華丸・大吉）から票を獲得するも、残りの6票はウエストランドが獲得し、2位に終わった。

2023年
2年連続の決勝進出。ファーストラウンドでは3番目に登場し、国際交流におけるホームステイの受け入れを題材にしたネタを披露した。審査員の山田邦子が今大会の個人最高評点となる98点を付けたのを筆頭に、松本人志を除く6人の審査員から90点以上の評点を獲得し、659点で2年連続のファーストラウンド1位通過を果たした。
最終決戦では前年に続いて3番目に登場。「見せ算」という特殊な計算方法を披露するも、審査員から1票も獲得することができず、令和ロマンとヤーレンズに敗れ3位に終わった。番組終了間際には、邦子が「さや香の最後のネタ、全然よくなかった」とコメントしたが後日、ABEMA Primeにて「さや香は挑戦的だった。お客さんではなく審査員である私達に勝負をしかけてきた。お客さんはポカーンだったけど漫才に命をかけている根性を見せてくれた。さや香のことは殊更（ことさら）好きになったね」と好意的に評した。

## 芸風
現在は主にしゃべくり漫才。テンションが高く、勢いのあるしゃべくりが持ち味。現在のさや香のネタの主流である、石井がボケで新山がツッコミを担当するネタの場合は、石井が取る意味不明な行動（例：34歳で体力の衰えを理由に運転免許を返納する、ホームステイのホストファミリーに応募をするが受け入れ直前になって怖くなり引っ越す）や石井が体験した奇妙な事象（例：屋台の病院に行って健康診断を受ける）に対して新山がツッコミを入れる。ネタの途中でシームレスにボケとツッコミが入れ替わることがある。
現在でも稀に新山がボケで石井がツッコミを担当するネタを演じることがある。その場合は新山が独特かつ奇抜な理論（例：「からあげ4」、「見せ算」）を振りかざし、石井は困惑しながらも話に付き合ったり相槌を打ったりという場合が多い。
漫才に比べると頻度は低いがコントを演じる場合もあり、キングオブコント2022・2024では準々決勝に進出している。
結成以来、石井がツッコミで新山がボケであり、しゃべくり漫才の他にコント漫才や歌ネタなども演じていた。この形でM-1グランプリ2017の決勝にも進出(結果は7位)していたが、2018年以降こM-1グランプリの成績は準々決勝止まりとなってしまう。2021年の夏頃に新山の提案によってボケとツッコミを入れ替え、先述の通り石井がボケで新山がツッコミとなり、その年のM-1グランプリ2021で準決勝に進出する。その後、M-1グランプリ2022で決勝に進出し、準優勝を果たした。
コンビ名から女性コンビと思われることが多いため、以前は漫才の冒頭に石井が「石井と新山、男2人でさや香と言います」と説明することがあった。
漫才中、「強い気持ち」というフレーズがよく出てくる。これについて新山は「アドリブみたいな感じで自然に出てきた。事前に考えて作ったものではないというか、自分の中から出た本物の言葉っていうか」と語っている。

## 賞レース成績・受賞歴など

### M-1グランプリ
| 年     | 結果         | エントリー No. | 決勝戦キャッチコピー | 備考                       |
| ------ | ------------ | -------------- | -------------------- | -------------------------- |
| 2015年 | 3回戦進出    | 1125           |                      |                            |
| 2016年 | 3回戦進出    | 1882           |                      |                            |
| 2017年 | 決勝7位      | 1346           | 無印                 |                            |
| 2018年 | 準々決勝進出 | 1557           |                      |                            |
| 2019年 | 準々決勝進出 | 188            |                      |                            |
| 2020年 | 準々決勝進出 | 481            |                      | 特例シード                 |
| 2021年 | 準決勝進出   | 1942           |                      | 敗者復活戦12位             |
| 2022年 | 決勝2位      | 2852           | 熱血リベンジ         | ファーストラウンド 1位通過 |
| 2023年 | 決勝3位      | 3638           | 激情リベンジ         | ファーストラウンド 1位通過 |
| 2024年 | （不参加）   | （不参加）     | （不参加）           | （不参加）                 |

### ABCお笑いグランプリ
| 回（年）         | 結果         | 決勝戦キャッチコピー   |
| ---------------- | ------------ | ---------------------- |
| 第37回（2016年） | 最終予選敗退 |                        |
| 第38回（2017年） | 最終予選敗退 |                        |
| 第39回（2018年） | 決勝敗退     | 冷静と情熱の温度差漫才 |
| 第40回（2019年） | 決勝敗退     | なにわの熱演お兄さん   |
| 第41回（2020年） | 決勝敗退     | エモい！熱演お兄さん   |
| 第42回（2021年） | 決勝敗退     | ナニワの熱演お兄さん   |

### ytv漫才新人賞
| 回（年）              | 結果       | 備考                               |
| --------------------- | ---------- | ---------------------------------- |
| 第7回（2017-2018年）  | 選考会敗退 | ROUND2 5位、ROUND3 7位             |
| 第8回（2018-2019年）  | 選考会敗退 | ROUND1 4位、ROUND2 5位、ROUND3 6位 |
| 第9回（2019-2020年）  | 選考会敗退 | ROUND1 7位、ROUND2 8位、ROUND3 3位 |
| 第10回（2020-2021年） | 選考会敗退 | ROUND2 5位                         |
| 第11回（2021-2022年） | 決定戦4位  | ROUND1 1位通過                     |

### 歌ネタ王決定戦
- 2016年 歌ネタ王決定戦 準決勝進出
- 2018年 歌ネタ王決定戦 決勝6位
- 2019年 歌ネタ王決定戦 準決勝進出
- 2020年 歌ネタ王決定戦 優勝[26]

### その他
- 2017年 第38回 今宮子供えびすマンザイ新人コンクール 新人漫才福笑大賞
- 2019年 第49回 NHK上方漫才コンテスト 優勝[27]
- 2020年 第7回 NHK新人お笑い大賞 決勝進出[28]
- 2022年 キングオブコント 準々決勝進出
- 2023年 第八回 上方漫才協会大賞 話題賞
- 2024年 キングオブコント 準々決勝進出
- 2025年 ウンナン極限ネタバトル! ザ・イロモネア 笑わせたら100万円Finalステージ敗退
- 2025年 R-1グランプリ 決勝8位（新山）[29]

## 出演番組

### テレビ
現在のレギュラー出演
- ガッツ100%テレビ 〜笑いと愛が企業を救う〜（BSよしもと、2025年5月10日 - ） - 石井のみシーズンレギュラー
- ヒロインズTV（TOKYO MX、2025年6月7日 -  ） - MC

過去のレギュラー出演
- 新しい波24（フジテレビ、2017年4月 - 9月） - 波24メンバー
- ガリゲル（読売テレビ、2018年7月27日 他） - ガリゲルファミリー
- マヨなか笑人（読売テレビ、2018年9月7日 他） - 『わざわざリサーチ』のコーナー
- 名門!モウカリマッカー学園 〜西梅田校新聞部〜（テレビ大阪、2019年1月 - 2020年3月）
- せやねん!（毎日放送、2018年10月6日 - 2018年11月24日、2019年4月 - 2024年3月23日） - 第2部のみ
- バズ★ナイトナマー!（毎日放送、2020年5月 - 12月）
- 和牛の以上、現場からお伝えしました。（関西テレビ、2020年4月 - 2021年3月） - 準レギュラー
- バツウケテイナーR（サンテレビ、2020年4月 - 2023年6月）
- newsおかえり（朝日放送、2022年4月 - 2024年3月27日）- 水曜スタジオパネラー
- ちょいバラ『石井ダンサーズのパーフェクトワールド』（朝日放送、2023年6月12日 - 7月3日）
- さや香の違和館ヤバない?（テレビ大阪、2023年11月4日 - 2024年9月21日）
- さや香コットンの東京モノ申す（テレビ朝日、2024年10月3日 - 10月24日）

特別番組
＊MCもしくはメインキャスト
- からし蓮根・ネイビーズアフロ・さや香 新キャラ爆誕メソッドTV（読売テレビ、2019年9月24日）
- マジか!?さや香! 〜憧れの人に逢えるCAR〜（テレビ愛知、2024年4月27日）
- うさいしきんのマイマップ（BSよしもと、2025年7月6日）- 石井のみ

不定期出演
- ラヴィット!（TBS、2022年12月19日 他）

Web番組
- MLB’s ON FLEEK（ABEMA、2024年4月19日 - 9月27日） - MC

### テレビドラマ
- トーキョーカモフラージュアワー（朝日放送、2025年1月20日 - 3月24日） - 野田先輩 役（新山）[36]
- 問題物件 第5話（フジテレビ、2025年2月12日） - 小山啓太 役（石井）[37]
- まどか26歳、研修医やってます！ 第8話（TBSテレビ、2025年3月4日） - 三枝 役（石井）[38]
- 相続探偵 第7話（日本テレビ、2025年3月8日） - 「サwaヤカ ワイドSHOW」の司会者 役（新山）[39]
- 40までにしたい10のこと 第1話（テレビ東京、2025年7月5日） - 情報番組MC 役（新山）[40]

### ラジオ

#### 過去
- さや香の強い電波でラジオするねん!（NHK-FM・大阪局、2020年2月25日 - 3月6日）
- サヤカノスタジオシー（エフエムあまがさき、2018年4月 - 2021年1月）
- ｢さや香の恋の香り｣stand bY（スタンバイ）（stand.fm、2021年4月）
- GERA×大阪吉本〜さや香〜（GERA、2022年9月26日）[41]
- さや香のオールナイトニッポン0(ZERO)　（ニッポン放送、2023年9月11日）
- さや香・新山 同級生ラジオ1年4組（ABCラジオ、2024年3月17日・24日）※新山のみ[42]
- さや香のGERA SPECIAL（GERA、2024年4月9日・16日）[43]
- さや香新山×蛙亭イワクラ 人生作戦会議（ABCラジオ、2024年5月12日・19日）※新山のみ[44]

## 出囃子
- 山本彩「愛と悲しみの時差」

## 単独ライブ
- 2015年 
  - 12月4日 - 「さやち。」（道頓堀ZAZA HOUSE）
- 2016年 
  - 7月29日 - 「新山天狗」（よしもと漫才劇場）
  - 10月21日 - 「石井黄金バット」（道頓堀ZAZA HOUSE）
- 2017年 
  - 3月23日 - 「恋道楽」（道頓堀ZAZA HOUSE）
  - 7月29日 - 「愛の淀川」（よしもと漫才劇場）
  - 10月1日 - 「強い気持ちで、東京っ!!!」（ルミネtheよしもと）
- 2018年 
  - 1月22日 - 「冴夜華」（よしもと漫才劇場）
  - 3月11日 - 「冴夜華2」（よしもと漫才劇場）
  - 5月11日 - 「冴夜華3」（よしもと漫才劇場）
  - 6月13日 - さや香歌ネタ単独ライブ「さや歌」（道頓堀ZAZA HOUSE）
  - 7月22日 - 「冴夜華4」（よしもと漫才劇場）
  - 9月30日 - 「冴夜華5」（よしもと漫才劇場）
  - 11月9日 - 「冴夜華6」（よしもと漫才劇場）
- 2019年 
  - 3月25日 - さや香結成ほぼ5周年 なんばグランド花月初単独ライブ「冴夜華0」（なんばグランド花月）
  - 6月2日 - 「冴夜華7」（よしもと漫才劇場）
  - 9月14日 - 「冴夜華8」（よしもと漫才劇場）
- 2020年 
  - 11月30日 - さや香単独ライブ「最深の鐘」（COOL JAPAN PARK OSAKA）
- 2021年 
  - 2月26日 - 「主人公の耳」（よしもと漫才劇場）
  - 4月9日 - 「断崖の牛」（よしもと漫才劇場）
  - 8月20日 - 「夢の泉」（よしもと漫才劇場）
  - 10月10日 - 「球体の理」(大須演芸場)
- 2022年 
  - 3月13日 - 「令和四年、三月のさや香」（よしもと漫才劇場）
  - 5月15日 - 「令和四年、五月のさや香」（よしもと漫才劇場）
  - 6月26日 - 「令和四年、六月のさや香」（よしもと漫才劇場）
  - 7月31日 - 「令和四年、七月のさや香」（よしもと漫才劇場）
  - 8月26日 - 「令和四年、八月のさや香」（よしもと漫才劇場）
  - 8月27日 - 「美しく汚れた漫才」(大須演芸場)
  - 9月26日 - 「令和四年、九月のさや香」（道頓堀ZAZA HOUSE）
  - 10月21日 - 「令和四年、十月のさや香」（道頓堀ZAZA HOUSE）
- 2025年
  - 4月24日 - さや香新ネタライブ「春の泉2025」（渋谷よしもと漫才劇場）